# Echeveria calycosa
Echeveria calycosa ist eine Pflanzenart aus der Gattung der Echeverien (Echeveria) in der Familie der Dickblattgewächse (Crassulaceae).

## Beschreibung
Echeveria calycosa bildet Triebe mit einer Länge von maximal 4 Zentimeter aus. Die einzelnen Blattrosetten werden 5 bis 10 Zentimeter im Durchmesser groß. Die spateligen und stumpfen Blätter besitzen ein angedeutetes aufgesetztes Spitzchen und werden 2,5 bis 5 Zentimeter (manchmal auch bis 9 Zentimeter) lang und 1,5 bis 2,5 Zentimeter (manchmal auch bis 3,5 Zentimeter) breit. Sie sind hellgrün gefärbt.
Der Blütenstand besteht aus einem einzelnen anfangs geneigtem Wickel, der später aufsteigend ist. Er wird bis 21 Zentimeter lang und besitzt deutliche und bei jungen Blütenständen ziegelige Tragblätter. Die Blütenstiele werden 2 bis 5 Millimeter lang. Die sehr ungleichen und aufsteigenden Kelchblätter werden bis 13 Millimeter lang. Die Kronblätter sind klappig ausgebildet. Die Blütenkrone wird 7,5 bis 10 Millimeter lang und ist oben gelb und unten orange gefärbt. 
Die Chromosomenzahl beträgt 2n = 62.

## Verbreitung und Systematik
Echeveria calycosa ist in Mexiko im Bundesstaat Michoacán 9 Kilometer südlich von Uruapan verbreitet. Die Pflanzen wachsen dort zusammen mit Flechten an schattigen, senkrechten Felsen.
Die Erstbeschreibung erfolgte 1967 durch Reid Venable Moran.

## Nachweise